# Peperomia cogniauxii
Peperomia cogniauxii är en pepparväxtart som beskrevs av Ignatz Urban. Peperomia cogniauxii ingår i släktet peperomior, och familjen pepparväxter. Inga underarter finns listade i Catalogue of Life.